# Fuscocephaloziopsis albescens
Fuscocephaloziopsis albescens (syn. Pleurocladula albescens) — вид печіночників порядку юнгерманіальних (Jungermanniales).

## Поширення
Батьківщиною є Європа, Азія, Північна Америка.
Цей вид мешкає зазвичай у затінених місцях на вологих, бідних на основу силікатних снігових ґрунтах і на довгих, засніжених, вологих кам'янистих ділянках.

## Характеристика
Розпростерті рослини мають довжину від 1 до 2 сантиметрів і ростуть на густих білуватих світло-зелених галявинах. Листки поперечні, округлі, кулясті, у верхній третині розділені на дві широкотрикутні загострені частки. Ланцетні та нерозділені нижні листки мають розмір приблизно як бокові листки і утворюють третій ряд листків на стеблі. Клітини листка округло-квадратні, розміром 20-30 мкм, тонкостінні, кути клітин ледь потовщені. Статевий розподіл дводомний. Спорофіти зустрічаються рідко. Поширення відбувається через розплід.